# Pfarrkirche Großinzersdorf

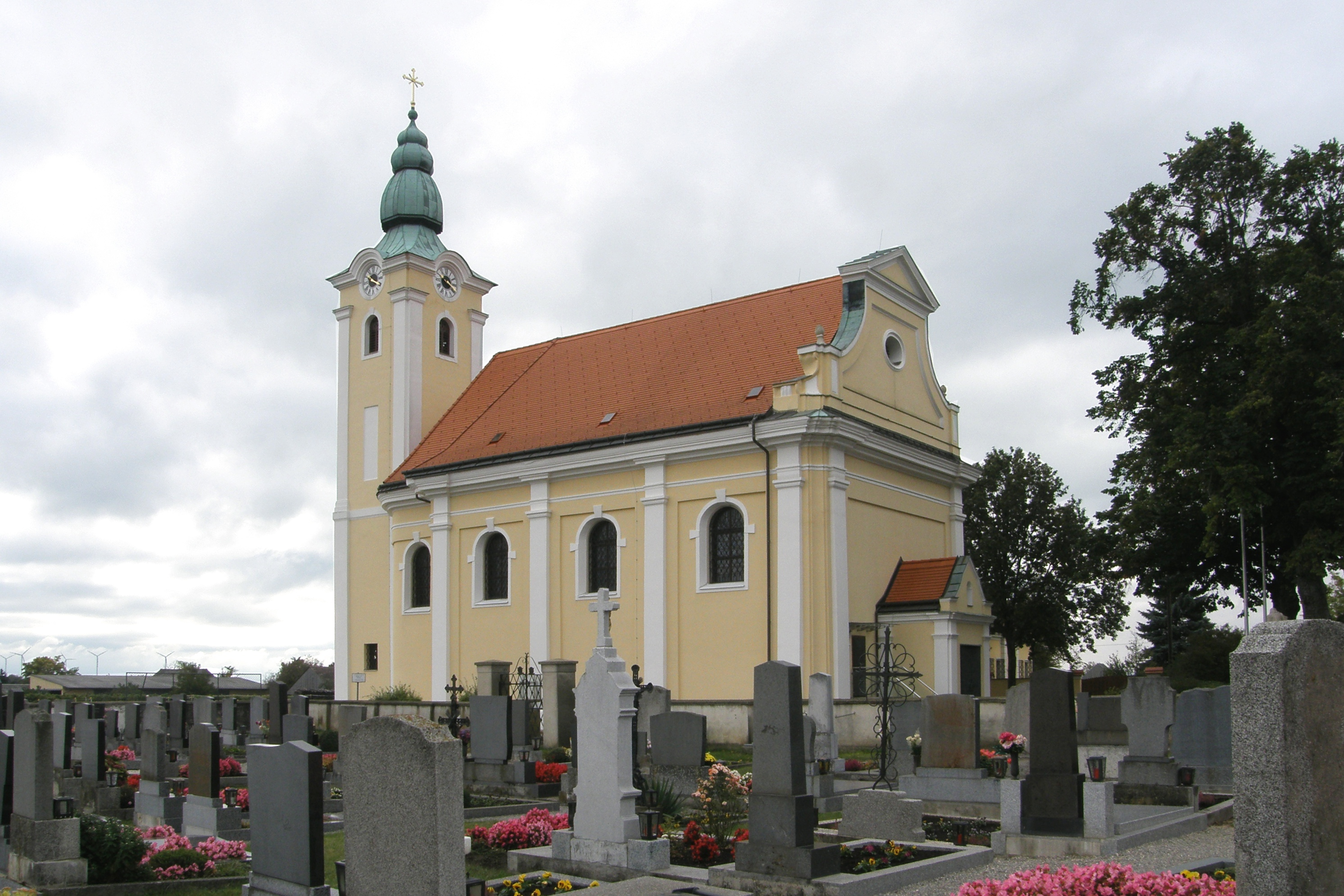
Katholische Pfarrkirche hl. Rosalia in Großinzersdorf

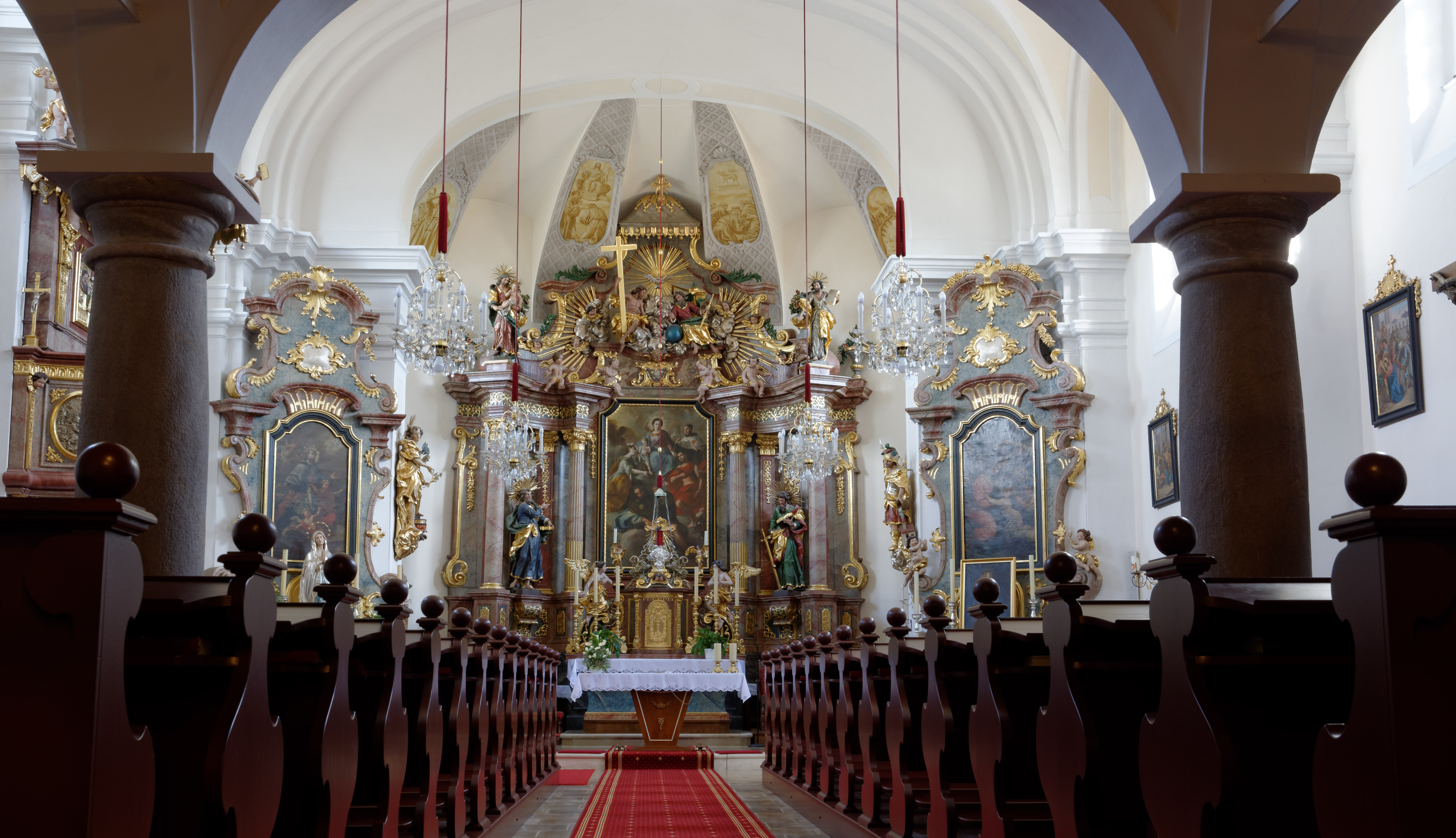
Langhaus, Blick zum Chor

Die römisch-katholische Pfarrkirche Großinzersdorf steht erhöht im Nordwesten über dem Ort Großinzersdorf in der Stadtgemeinde Zistersdorf im Bezirk Gänserndorf in Niederösterreich. Schutzpatronin der zum Dekanat Zistersdorf in der Erzdiözese Wien gehörenden Kirche ist die hl. Rosalia. Die Kirche steht unter Denkmalschutz, siehe Liste der denkmalgeschützten Objekte in Zistersdorf.

## Geschichte
Den Anstoß, in Inzersdorf eine Kapelle zu bauen, um Andachten nicht mehr auf freiem Feld halten zu müssen, gab der erneute Ausbruch der Pest 1714. Eine Genehmigung blieb jedoch lange aus, bis am 28. April 1727 die kirchliche Kommission in Wien den Bau einer Kapelle mit einem Glöckchen genehmigte. Danach waren weitere Anstrengungen nötig, um die Zustimmung der weltlichen Obrigkeit zu erlangen. Der Grundstein der Kapelle beziehungsweise Kirche wurde am 18. September 1731 gelegt, im Sommer 1733 war der Bau fertig.
Der Turm wurde 1762 gebaut. Bis 1836 war er mit Schindeln gedeckt und danach mit Weißblech. Zugänglich war er anfangs über eine außen angebrachte Holztreppe, die erst 1848 durch eine innen liegende Stiege ersetzt wurde. Das Mauerwerk des Turms bis über die Zifferblätter ist 22,60 Meter hoch.
Nach mehreren Sanierungen im Laufe der Jahrhunderte wurde die Kirche von Sommer 2002 bis Sommer 2006 generalsaniert. Zum Abschluss der Arbeiten feierte der Abt des Stifts Zwettl, Prälat Wolfgang Wiedermann, mit der Gemeinde und Gästen am 3. September 2006 einen Dankgottesdienst. Die Kosten der Generalsanierung beliefern sich auf 496.500 Euro, die je zu einem Drittel von der Diözese, dem Stift Zwettl und der Pfarre aufzubringen waren.
Die 1783 gegründete Pfarre ist dem Stift Zwettl inkorporiert.

## Architektur
Die Kirche hat ein hohes Langhaus mit Pilastergliederung, hochliegenden Segmentbogenfenstern und einem reich profilierten umlaufenden Gesims. Die Westfront mit kleiner Vorhalle aus dem späten 18. Jahrhundert ist schlicht. Nach oben wird sie von einem leicht einschwingenden, von einem kleinen Dreieck bekrönten Giebel abgeschlossen. Nach Osten schließt sich ein leicht eingezogener Chor an, an dessen Scheitel der viergeschoßige Ostturm steht. Die Fassade des Turms ist mit Pilastern und Rundbogenfenstern schlicht gegliedert; er trägt einen barocken Zwiebelhelm. Einschließlich Vorhalle und Turm ist die Kirche außen 32 Meter lang.
Das Langhaus mit Tonnengewölbe und Stichkappen zwischen Doppelgurten hat drei Joche, kräftige Wandpfeiler mit Doppelpilastern und ein umlaufendes profiliertes Gesims. Die dreiteilige Orgelempore von 1733 steht auf toskanischen Säulen und ist mit Stichkappen zwischen Gurten unterwölbt, die Brüstung hat Putzfelder. Der Triumphbogen ist reich gegliedert. Der leicht erhöhte, etwas eingezogene Halbkreischor hat Stichkappen zwischen Gurten. An den Chor schließt im Turmerdgeschoß die Sakristei mit einem Kreuzgratgewölbe an.

## Ausstattung
Die Decke des Kirchenraums war ursprünglich blau mit Sternen ausgemalt; bei einer Renovierung 1933 gestaltete sie der Maler Engelbert Daringer aus Wildenau bei Aspach neu. Schon 1924 hatte er im Chor die Bilder der Vier letzten Dinge gemalt, links den Tod als Sensenmann, daneben das Gericht mit Christus als Richter der ins Jenseits beförderten Seele, der ihr Schutzengel beisteht. Im nächsten Bild ist das Gotteslamm auf dem Buch mit den sieben Siegeln (Offb 5,1 ) dargestellt und rechts im letzten die Hölle.
An der Decke des Kirchenschiffs malte Daringer sechs Bilder, die pro Bilderpaar Glaube, Hoffnung und Liebe symbolisieren. Erklärend dazu stand am Triumphbogen das Wort aus dem Hohelied der Liebe im Brief des Apostels Paulus an die Korinther: „Für jetzt bleiben diese drei: Glaube, Hoffnung, Liebe. Das größte aber ist die Liebe“.(1 Kor 13,13 ) Diese Inschrift wurde zusammen mit einem üppigen, vorwiegend grünen Rankenschmuck, der alle Deckenbilder umgab, bei der Renovierung des Innenraums der Kirche nach dem Zweiten Weltkrieg übermalt.

## Einrichtung

### Hochaltar
Der barocke Hochaltar von 1730 ist ein breit gelagerter Doppelsäulenaltar. Im Altarblatt ist in der Mitte des Bildes sitzend die Gottesmutter Maria mit dem Jesuskind an ihrer Seite dargestellt, das der vor ihm knienden hl. Rosalia einen Blumenkranz aufs Haar setzt. Unten ist halb liegend der hl. Rochus zu sehen. Als sogenannter Pestheiliger trägt er einen Mantel mit Pilgerplakette und einen Pilgerstab. Begleitet wird er von dem Hund, der ihn nach der Legende während seiner Erkrankung an der Pest mit Brot versorgte. Rechts davon steht in ungewohnter Darstellung der hl. Sebastian in rotem Gewand. Im Hintergrund ist der hl. Peter Thomas als Vertreter des Karmeliterordens zu sehen. Mit dieser jugendlichen Gestalt im Bild hat sich der Maler möglicherweise selbst verewigt. Er signierte sein Werk mit „Frater Julian, charm.“; als Jahr ist 1736 angegeben.
Die freistehende Mensa trägt einen Tabernakel, flankiert von Engeln. Das goldene Kruzifix mit einem Korpus in natürlichen Farben auf dem Tabernakel ist ein Werk des Bildhauers Josef Furthner aus Riedau von 1926. Die kleinen Kerze tragenden Engel links und rechts von dem Kreuz stammen aus der Barockzeit. Der reiche Auszug des Hochaltars trägt mit einem Baldachin bekrönt eine Darstellung der Heiligen Dreifaltigkeit: Gottvater mit Weltkugel und Zepter, Gott Sohn mit dem Kreuz und in der Mitte der Heilige Geist in Gestalt der Taube. Auf fast gleicher Höhe steht links die Statue des hl. Josef und rechts die des Evangelisten Markus mit Feder und Buch und zu seinen Füßen sein Symbol, der Löwe. Zwischen den Säulen links und rechts vom großen Altarbild stehen holzgeschnitzte Figuren der Apostel Petrus und Paulus. Eine kleine Figur an der Wand rechts vom Hochaltar stellt die Kirchenpatronin Rosalia dar. Sie wurde 1896 gestiftet. Gegenüber auf der linken Seite steht St. Antonius, eine Statue von 1739.

### Kanzel
Die Kanzel ist Teil der ersten Einrichtung der Kirche und stammt möglicherweise vom gleichen Künstler wie der Hochaltar. Auf dem Schalldeckel steht eine Statue von Christus mit der Weltkugel in der Hand als Weltenrichter. Ein Relief an der Wand zeigt den heiligen Paulus mit Schwert und Buch. Das Relief an der Brüstung der Kanzel stellt den 12-jährigen Jesus im Tempel dar.

### Seitenaltäre
Den Seitenaltar links in der Ecke am Triumphbogen ließen Wohltäter 1773 von einem Tischlermeister aus Zistersdorf anfertigen und widmeten ihn dem hl. Johannes Nepomuk. 1891 wurde daraus ein Marienaltar mit einer Statue der Lourdes-Muttergottes, einer Nachbildung der Marienstatue von Joseph-Hugues Fabisch, die in Lourdes an der Stelle steht, wo Maria 1858 der 14-jährigen Bernadette Soubirous erschienen sein soll. Das Bild des hl. Johannes Nepomuk wurde ausgetauscht und an der rechten Seitenwand im Langhaus angebracht. Rechts am Triumphbogen stand zunächst seit 1750 ein Kreuzaltar, der 1893 entfernt und durch einen im Stil dem Marienaltar angeglichenen Herz-Jesu-Altar ersetzt wurde.

### Statuen im Triumphbogen
Die Figuren im Triumphbogen stellen links den hl. Vitus, oft auch Veit genannt, und rechts den hl. Florian dar. Vitus oder Veit wirkt jugendlich und mit seinen langen Haaren fast wie eine Frau. Das Attribut, der Ölkessel, zu seinen Füßen, macht ihn aber unverkennbar. In dem Kessel mit siedendem Öl wurde er wegen seines christlichen Glaubens gefoltert, aber von einem Engel gerettet. Vitus oder Veit, der in der Zeit um 300 in Italien gelebt haben soll, ist einer der Vierzehn Nothelfer. Florian, ebenfalls einer der Vierzehn Nothelfer, ist ein Märtyrer des heutigen Österreich und Heiliger, der wie Veit in der Zeit um 300 lebte. Auch er musste wegen seines Glaubens sterben. In seiner Jugend soll Florian ein brennendes Haus durch sein Gebet gerettet haben, weshalb ihm meist wie auch hier in Großinzersdorf ein in Flammen stehendes Haus als Attribut beigegeben ist.

### Orgel
Die erste Orgel der Großinzersdorfer Kirche war 1736 angeschafft worden. Als sie unbrauchbar wurde, ließ die Gemeinde von dem Mistelbacher Orgelbauer Wenzel Okenfuß 1805 eine neue herstellen. Das alte Instrument nahm der Orgelbauer in Zahlung, sodass noch 400 Gulden zu zahlen waren. 1897 bestellte die Gemeinde bei dem Orgelbauer Franz Capek in Krems an der Donau die heutige Orgel. Im Jahr 2008 wurde sie restauriert. Orgelbauer Wolfgang Rauscher aus Neudorf im Burgenland erneuerte die Frontorgelpfeifen und ersetzte schadhafte Teile. Das Gehäuse wurde in der Farbgebung den Altären und der Kanzel angeglichen und der Prospekt von Josef Geissler, Gründer des Museumsdorfs Niedersulz, marmoriert.

### Glocken
Mit dem Bau einer Kapelle um 1730 war zunächst nur eine Glocke erlaubt worden, zu der jedoch zwei weitere kamen, eine, nachdem 1762 der Turm gebaut worden war, und die weitere ein Jahr später. Als die älteste dieser beiden Glocken durch Sprünge unbrauchbar geworden war, wurde sie 1815 in der Glockengießerei Johann Caspar Hofbauer in Wien umgegossen und ihr Gewicht auf 52 Kilogramm erhöht. Die 1762 gekaufte Glocke hielt ungefähr hundert Jahre, zersprang dann ebenfalls. Das Material wurde 1860 der Glockengießerei Hilzer in Wiener Neustadt überlassen, die es beim Kauf von zwei neuen Glocken anrechnete.
Im Ersten Weltkrieg mussten drei der inzwischen vier Glocken abgegeben werden. Der Gemeinde verblieb nur die sogenannte Wandlungsglocke von 1763. Durch Spenden der Ortsbewohner konnten 1921 zwei neue Glocken gekauft werden. 1936 wurde die kleine umgegossen und eine große neu gekauft, sodass das Geläut wieder vollständig war.
Im Februar und März forderte der Zweite Weltkrieg ebenfalls drei Glocken, darunter auch die älteste von 1763. Erhalten blieb vorerst nur die kleinste, die Sterbeglocke, bevor die älteste 1946 zurückkehrte und wieder aufgezogen wurde. 1958 lieferte die Glockengießerei Pfundner zwei Glocken. Seitdem besteht das Geläut aus folgenden Glocken:
| Nr. | Name            | Gussjahr | Gießer, Gussort             | Durchmesser | Gewicht | Schlagton |
| --- | --------------- | -------- | --------------------------- | ----------- | ------- | --------- |
| 1   | Kriegerglocke   | 1958     | Pfundner, Wien              | 112 cm      | 850 kg  | g‘        |
| 2   | Marienglocke    | 1958     | Pfundner, Wien              | 86 cm       | 350 kg  | b‘        |
| 3   | Wandlungsglocke | 1763     | Franz Josef Scheichel, Wien | 68 cm       | ?       | c‘‘       |
| 4   | Sterbeglocke    | 1936     | Karl Hutter, Wien           | 53 cm       | ?       | es‘‘      |

Die Aufschrift der sogenannten Kriegerglocke lautet: „Zum Gedenken der Opfer beider Weltkriege 1914–1918, 1939–1949. Gewidmet von der Gasgemeinschaft Groß-Inzersdorf 1951–1958, Pfarrgemeinde Groß-Inzersdorf.“ Abgebildet sind Stahlhelm mit Eichenlaub, Christus am Kreuz sowie die Wappen Österreichs, Niederösterreichs, der Stadt Wien und der Erzdiözese.

## Kriegerdenkmal
Im Jahr 1922 wurde aus Spenden der Ortsbewohner neben der Kirche ein Denkmal für die im Ersten Weltkrieg Gefallenen der Gemeinde errichtet. Auf einem quadratischen Sockel sind in einer Figurengruppe liegend ein Soldat und bei ihm stehend Jesus dargestellt, der dem Sterbenden den Kopf hält und die Hand reicht. Seit 1945 erinnert das Denkmal auch an die Toten des Zweiten Weltkriegs.